# Espacio de Segal
En matemáticas, un espacio de Segal es un espacio simple que satisface algunas condiciones de retroceso, lo que lo hace parecer una versión homotópica de una categoría. Más precisamente, un conjunto simplicial, considerado como un espacio discreto simplicial, satisface las condiciones de Segal si es el nervio de una categoría. La condición de los espacios de Segal es una versión homotópica de esto.
Rezk (2001) introdujo los espacios de Segal completos como modelos para (∞, 1)-categorías.